# الرعاية القاتلة
الرعاية القاتلة: البقاء على قيد الحياة في النظام الصحي الأمريكي هو كتاب عن الأخطاء الطبية التي يمكن الوقاية منها كتبه سانجايا كومار الرئيس والمدير الطبي لشركة كوانتروس، ميلبيتاس، كاليفورنيا. نُشر كتاب "العناية القاتلة" في أبريل 2008 من قبل دار النشر إجي مينيابوليس، مينيسوتا.
يصف كتاب الرعاية القاتلة: البقاء على قيد الحياة في النظام الصحي الأمريكي تأثير الأخطاء الطبية التي يمكن الوقاية منها على ثلاثة عشر عائلة. تشمل المواضيع التي يتناولها: جرعة زائدة من الهيبارين والتشخيص الخاطئ والعدوى المكتسبة من المستشفى ومضخة التسكين التي يتحكم فيها المريض (PCA) والصدمات الناجمة طبيًا وعدم كفاية رعاية قسم الطوارئ والجراحة في الموقع الخاطئ. يُحدد كتاب الرعاية القاتلة الثغرات الموجودة في نظام الرعاية الصحية بناءً على المعلومات والتحليلات الواقعية الموثقة لمستهلكي وممتهني الرعاية الصحية[بحاجة لمصدر]
وفقا لمعهد الطب (IOM) ومعهد تحسين الرعاية الصحية (IHI)، فإن ما يصل إلى 98000 حالة وفاة للمرضى تحدث كل عام في مرافق الرعاية الصحية في الولايات المتحدة نتيجةً لأخطاء طبية يمكن الوقاية منها. كما تشير المنظمة الدولية للهجرة ومعهد IHI إلى أن الأخطاء الطبية التي يمكن الوقاية منها تؤثر على خمسة ملايين أمريكي على الأقل سنويًا، وتكلف أكثر من 17 إلى 21 مليار دولار. 
تشمل حالات الأخطاء الطبية التي يمكن الوقاية منها والتي حظيت بتغطية إعلامية جيدة المشاهير دينيس كويد وتيري فرانكونا وتشارلي وايس.